# Heronymiwka
Heronymiwka (ukr. Геронимівка) – wieś na Ukrainie, w obwodzie czerkaskim, w rejonie czerkaskim. W 2017 liczyła 3507 mieszkańców.

## Urodzeni
- Hałyna Burkaćka
- Bohdan Myszenko